# Geoscincus haraldmeieri
Geoscincus haraldmeieri — вид сцинкоподібних ящірок родини сцинкових (Scincidae). Ендемік Нової Каледонії. Вид названий на честь німецького герпетолога Харальда Мейєра. Це єдиний представник монотипового роду Geoscincus.

## Поширення і екологія
Geoscincus haraldmeieri відомі за двома зразками, зібраним в центральній частині Нової Каледонії на висоті 500 м над рівнем моря. Вони живуть у вологих тропічних лісах.